# Intelligent Pushing
Intelligent Pushing er et dansk hiphop-/industrial-/alternativ rock-band, som blev startet af DynamicH og Michael Mental (Manky) i 2006 og blev lagt i graven i april 2013 ved en afslutningskoncert i forbindelse med en kombineret musikudstilling i forbindelse med duoens afslutningsalbum "Starten På Slutningen" og kunstfotoudstillingen under titlen "Supernul".

## Biografi
Intelligent Pushing har siden starten af 2006 bevæget sig i mange forskellige genrer og kulturlag.
Intelligent Pushing var et dansk, jazzpræget industrial hiphop-band. Musikken præget af tunge beats, der er en særlig blanding af industrial rock og hip hop, men gruppen var ikke blege for at bruge elementer af både klassisk musik og traditionel jazz.
Deres lyriske univers var præget af 'spoken word' og poetisk rap med en begavet brug af metaforer.[kilde mangler]
Gruppen, bestående af Manky og DynamicH, debuterede i 2008 med den jazzede Tribute EP, som
var en hyldest til nogle af de største jazz legender. EP'en blev modtaget med ca. 200.000 lyt,[kilde mangler] og gruppen optrådte bl.a. på
Danish DeeJay Awards 2008 og til Nordic Hiphop Festival i Pumpehuset.
Gruppen fulgte i oktober 2009 op med albummet (r)Evolution, som var markant anderledes i udtrykket, og
formåede at splitte lytterskaren totalt.[kilde mangler]
På den efterfølgende turné spillede gruppen for et meget alsidigt publikum, heriblandt dedikerede jazz, dubstep og rapentusiaster.
Det har altid været gruppens ønske at overraske lytteren – At give lytteren noget de ikke forventede.
Live var duoen forstærket med traditionel rock-besætning med el-guitarer, bas og trommer. Koncerterne var præget af høj energi, og drevet af et tungt beat.

## Medlemmer
- MANKY – Tekst og vokal
- DynamicH – Komposition, keyboards, producer

### Livemusikere
- Dennis Leszkowicz – Live trommer
- Thue Lessøe – Live guitar
- Jakob 'Search' Warring – Live Bass[4]

## Diskografi

### Albums
- 2009: (r)Evolution
- 2012: Starten På Slutningen[5]

### Ep'er
- 2008: Tribute EP

### Singler
- 2008: Everyday
- 2009: IPush
- 2009: Græd
- 2009: Neverland
- 2011: Pussy har Power

### Andet
- 2006: "Welcome To... What?" Komposition med musik og rap, på foranledning af, og med henblik til afspilning som "jingle" på en nordamerikansk radiostation. Nummeret blev publiceret på gruppens daværende myspace profil og indgik i en periode i koncertrepertoiret både alene og i en mash-up med Strange Fruit. Blev bl.a. spillet ved DDJA 2008. Live optagelser: DDJA 2008 YouTube – Intelligent Pushing Live @ DDJA 2008 (High Quality)); The Rock 2008 [6]
- 2006: Konventet – Messing With [insert smthng] Tekst og musik: Gæshue/Intelligent Pushing. [7]
- 2007: Nogen Folk
- 2007: Barbie
- 2007: Apocalyptus
- 2007: Bastardo
- 2007: Græd
- 2007: 90 Elefanter
- 2008: Everyday remix
- 2009: Comedia Finita Est – Beethoven-inspireret mashup udgivet på MixToVerdener.dk.
- 2009: CrackMorda Crib (feat. Crackmordaz)

## EVERYDAY
Intelligent Pushing var medstiftere af det kreative kollektiv EVERYDAY som tæller flere københavnske kunstnere/bands. 

Heriblandt Scarred By Beauty, CrackMordaZ, MANKY, Fugleskarn, Rasmus Balstrøm og Intelligent Pushing selv.

### Fodnoter
1. 1 2 3 4 5 6 7 8 9 10  Dynamic H of Intelligent Pushing | Gratis musik, turnédatoer, fotos, videoer
2. 1 2  "Artikel om koncert på Forbrændingen, Albertslund". Arkiveret fra originalen 24. juli 2010. Hentet 10. august 2011.
3. ↑  "Anmeldelse af '(r)Evolution'". (Webside ikke længere tilgængelig)
4. ↑  "Intelligent Pushing band-info on Facebook".
5. ↑  "Starten på Slutningen på intelligentpushing.com". Arkiveret fra originalen 3. april 2013. Hentet 6. august 2012.
6. ↑  YouTube – Strange Fruit performed live by Intelligent Pushing
7. ↑  Arkiveret 11. januar 2012 hos  Wayback Machine Messing With [insert smthng] (Intelligent Pushing) af Konventet på BandBase
8. ↑  "EVERYDAYs officielle hjemmeside". Arkiveret fra originalen 17. juli 2013. Hentet 29. april 2021.